# Мамедов, Мамед Джахангир оглы
Мамед Джахангир оглы Мамедов (азерб. Məmməd Cahangir oğlu Məmmədov; род. 10 декабря 1961, Дёнюк Гырыглы, Товузский район) — глава исполнительной власти Товузского района (с 2018).

## Биография
Родился 10 декабря 1961 года в с. Дёнюк Гырыглы Товузского района.
Получил высшее экономическое образование.
Работал в Министерстве сельского хозяйства Азербайджана.
Работал в сфере растениеводства. Занимался разработкой лекарственных препаратов, защитой растений от насекомых.
До июня 2018 года являлся президентом ООО «AQRO Kimya».
Глава исполнительной власти Товузского района (с 7 июня 2018).